# Чемпионат мира по хоккею с мячом среди молодёжных команд
Чемпионат мира по хоккею с мячом среди молодёжных команд — международный турнир, проводимый Международной федерацией хоккея с мячом среди мужских национальных сборных до 21 года (до 2014 года до 23 лет).
Первый молодёжный чемпионат мира по хоккею с мячом состоялся в 1990 году в четырёх городах Швеции, второй прошёл в 1992 году в России, в городе Березники. Турниры предполагалось проводить раз в два года по чётным годам, но из-за различного рода трудностей до 2011 года они не проводились.
28 января 2011 года в Казани на очередном конгрессе Международной федерации хоккея с мячом, состоявшемся по традиции в период проведения чемпионата мира, было принято предварительное решение о проведении чемпионата мира среди молодёжных команд в сезоне 2011/2012. В качестве места возможного проведения первенства мира рассматривались Венгрия, Нидерланды и Россия. В июне было объявлено, что чемпионат мира пройдёт в посёлке городского типа Обухово (Ногинский район Московской области).
В шести молодёжных чемпионатах мира, в общей сложности, приняли участие 5 сборных: Швеция, Финляндия, Россия (СССР (в 1990)/СНГ (в 1992)), Норвегия (1990, 2013) и Казахстан (2011, 2013). Каждый раз 3-е место имела сборная Финляндии.

### Распределение призовых мест на молодёжных чемпионатах мира по хоккею с мячом
| Год  | 1 место | 2 место | 3 место   | Место проведения |
| ---- | ------- | ------- | --------- | ---------------- |
| 1990 | СССР    | Швеция  | Финляндия | Швеция           |
| 1992 | Швеция  | СНГ     | Финляндия | Россия           |
| 2011 | Россия  | Швеция  | Финляндия | Россия           |
| 2013 | Россия  | Швеция  | Финляндия | Россия           |
| 2016 | Швеция  | Россия  | Финляндия | Финляндия        |
| 2017 | Швеция  | Россия  | Финляндия | Швеция           |
| 2019 | Россия  | Швеция  | Финляндия | Россия           |
| 2020 |         |         |           | Казахстан        |

## Общее количество медалей
За историю молодёжных чемпионатов мира только 3 страны (с учётом правопреемственности) становились обладателями медалей.
| № | Страна           | Золото | Серебро | Бронза | Всего |
| 1 | СССР/СНГ/Россия* | 4      | 3       | 0      | 7     |
|   | из них СССР      | 1      | 0       | 0      | 1     |
|   | из них СНГ       | 0      | 1       | 0      | 1     |
|   | из них Россия    | 3      | 2       | 0      | 5     |
| 2 | Швеция           | 3      | 4       | 0      | 7     |
| 3 | Финляндия        | 0      | 0       | 7      | 7     |

* Россия унаследовала членство СССР в Международной федерации хоккея с мячом